# 摩德纳足球俱乐部
摩德纳足球俱乐部（Modena Football Club 2018）是意大利艾米利亚-罗马涅大区摩德纳的一家足球俱乐部，成立于1912年。球队的颜色是黄色和蓝色。
摩德纳队最近一次在意大利足球甲级联赛中参赛是在2003–04赛季，而在此之前球队上一次顶级联赛的经历要追溯到1964年。
摩德纳曾在1981年和1982年赢得英意杯，也是唯一一个曾经两次夺得该项赛事冠军的俱乐部。

## 著名球员
仅包括为俱乐部出场100次以上，或参加过世界杯的球员。
- 马可·巴洛塔（Marco Ballotta）
- 朱塞佩·巴雷西（Giuseppe Baresi）
- 雷纳托·布拉利亚（Renato Braglia）
- 雷纳托·布里格恩蒂（Renato Brighenti）
- 恩里科·基耶萨（Enrico Chiesa）
- 卢卡·托尼（Luca Toni）

## 纪录
- 出场次数最多的球员：雷纳托·布拉利亚（484次）
- 进球数最大的球员：雷纳托·布里格恩蒂（82球）
- 主场最大比分胜利：6–0胜利沃诺（1929-30赛季意甲）
- 主场最大比分失败：0–5负那不勒斯（1929-30赛季意甲）
- 客场最大比分胜利：4–0胜威尼斯（1939-40赛季意甲）
- 客场最大比分失败：1–9负拉齐奥（1931-32赛季意甲）